# X Pyxidis
X Pyxidis är en pulserande variabel av Mira Ceti-typ (M) i stjärnbilden  Kompassen.
Stjärnan har en visuell magnitud som varierar mellan +11,0 och lägre än 14,6 med en period av 330 dygn.